# Filmjahr 1954
Liste der Filmjahre

◄◄ | ◄ | 1950 | 1951 | 1952 | 1953 | Filmjahr 1954 | 1955 | 1956 | 1957 | 1958 | ► | ►►

Weitere Ereignisse

## Ereignisse
- 9. März: Uraufführung von Ernst Thälmann – Sohn seiner Klasse (Regie: Kurt Maetzig, Johannes Arpe). Der aufwendige Film gilt als von der SED beeinflusst.
- 26. April: Uraufführung von Die sieben Samurai (Regie: Akira Kurosawa). Der von Kritikern gefeierte Film gilt als einer der einflussreichsten japanischen Filme.
- 13. Juli: In Deutschland wird mit Ewald Balser in der Rolle des Professors Ferdinand Sauerbruch der Arztfilm Sauerbruch – Das war mein Leben uraufgeführt.
- 18. September: Die Uraufführung des Fellini-Films La Strada mit Anthony Quinn und Ehefrau Giulietta Masina findet in Rom statt.
- 27. September: In den USA strahlt die National Broadcasting Company (NBC) die erste Folge der Tonight Show aus, die erste und erfolgreichste Late-Night-Show der Welt und heute die am längsten existierende Unterhaltungssendung des US-Fernsehens.
- 27. Oktober: In Oberhausen beginnen die ersten Westdeutschen Kulturfilmtage, die späteren Kurzfilmtage.
- 3. November: Uraufführung von Godzilla (Regie: Ishirō Honda). Der Japanische Film wurde ein weltweiter Erfolg und ein Klassiker.
- 16. Dezember: Der unter der Regie von Wolfgang Liebeneiner entstandene Spielfilm Auf der Reeperbahn nachts um halb eins hat in Hamburg Premiere.

## Erfolgreichste Filme

### Top 10 in den USA
Die zehn erfolgreichsten Filme an den US-amerikanischen Kinokassen nach Einspielergebnis.
| Platz | Filmtitel                              | Einspielergebnis in US-Dollar |       |
| ----- | -------------------------------------- | ----------------------------- | ----- |
| 1.    | White Christmas                        | 12.000.000                    | [ 1 ] |
| 2.    | The Caine Mutiny                       | 8.700.000                     | [ 1 ] |
| 3.    | 20,000 Leagues Under the Sea           | 8.000.000                     | [ 1 ] |
| 4.    | The Glenn Miller Story                 | 7.600.000                     | [ 1 ] |
| 5.    | The Country Girl                       | 6.500.000                     | [ 1 ] |
| 6.    | The High and the Mighty A Star Is Born | 6.100.000                     | [ 1 ] |
| 7.    | Seven Brides for Seven Brothers        | 5.526.000                     | [ 2 ] |
| 8.    | Rear Window                            | 5.300.000                     | [ 1 ] |
| 9.    | Magnificent Obsession                  | 5.200.000                     | [ 1 ] |
| 10.   | There's No Business Like Show Business | 5.103.555                     | [ 3 ] |

### In anderen Staaten
| Land                   | Filmtitel                   | Besucher und/oder Einspielergebnis          |        |
| ---------------------- | --------------------------- | ------------------------------------------- | ------ |
| Frankreich             | Si Versailles m'était conté | 6,986,788 Bes.                              | [ 4 ]  |
| Deutschland            | From Here to Eternity       | 13,000,000 Bes.                             | [ 5 ]  |
| Indien                 | Nagin                       | 2,90,00,000 ₹                               | [ 6 ]  |
| Italien                | Ulisse                      | 13,170,322 Bes.                             | [ 7 ]  |
| Japan                  | Kimi no na wa               | 330,150,000 Yen                             | [ 8 ]  |
| Sowjetunion            | Awaara                      | 29 Millionen Rubel / 100 Millionen Besucher | [ 9 ]  |
| Spanien                | Quo Vadis                   | 3,721,532 Bes.                              | [ 10 ] |
| Vereinigtes Königreich | Doctor in the House         | 12,200,000 Bes.                             | [ 11 ] |

## Filmpreise

### Golden Globe Award
Am 22. Januar werden im Club Del Mar in Santa Monica die Golden Globe verliehen.
- Bestes Drama: Das Gewand von Henry Koster
- Bester Schauspieler (Drama): Spencer Tracy in Theaterfieber
- Beste Schauspielerin (Drama): Audrey Hepburn in Ein Herz und eine Krone
- Bester Schauspieler (Musical/Komödie): David Niven in The Moon is Blue
- Beste Schauspielerin (Musical/Komödie): Ethel Merman in Call Me Madam
- Bester Nebendarsteller: Frank Sinatra in Verdammt in alle Ewigkeit
- Beste Nebendarstellerin: Grace Kelly in Mogambo
- Bester Regisseur: Fred Zinnemann für Verdammt in alle Ewigkeit
- Cecil B. DeMille Award: Darryl F. Zanuck

### Academy Awards
Am 25. März findet die Oscarverleihung im RKO Pantages Theatre in Los Angeles statt. Moderator ist der Komiker Donald O’Connor.
- Bester Film: Verdammt in alle Ewigkeit von Fred Zinnemann
- Bester Hauptdarsteller: William Holden in Stalag 17
- Beste Hauptdarstellerin: Audrey Hepburn in Ein Herz und eine Krone
- Bester Regisseur: Fred Zinnemann für Verdammt in alle Ewigkeit
- Bester Nebendarsteller: Frank Sinatra in Verdammt in alle Ewigkeit
- Beste Nebendarstellerin: Donna Reed in Verdammt in alle Ewigkeit
- Irving G. Thalberg Memorial Award: George Stevens

Vollständige Liste der Preisträger

### Filmfestspiele von Venedig
Das Festival in Venedig findet vom 22. August bis zum 7. September statt. Die Jury wählt folgende Preisträger aus:
- Goldener Löwe: Romeo und Julia von Renato Castellani
- Bester Schauspieler: Jean Gabin in L'Air de Paris
- Beste Schauspielerin: nicht vergeben

### Internationale Filmfestspiele von Cannes 1954
Das Festival in Cannes findet vom 25. März bis zum 9. April statt. Die Jury unter Präsident Jean Cocteau wählte folgende Preisträger aus:
- Großer Preis der Jury: Das Höllentor von Teinosuke Kinugasa
- Spezialpreis: Verdammt in alle Ewigkeit von Fred Zinnemann

### Deutscher Filmpreis
- Bester Film: Weg ohne Umkehr
- Beste Regie: Helmut Käutner für Die letzte Brücke
- Beste Hauptdarstellerin: Ruth Leuwerik für Geliebtes Leben
- Bester Hauptdarsteller: René Deltgen für Weg ohne Umkehr
- Beste Nebendarstellerin: Lil Dagover für Königliche Hoheit
- Bester Nebendarsteller: Reinhold Schünzel für Meines Vaters Pferde

### British Film Academy Award
- Bester Film: Verbotene Spiele von René Clément
- Bester britischer Darsteller: John Gielgud für Julius Caesar
- Bester ausländischer Darsteller: Marlon Brando für Julius Caesar
- Beste britische Darstellerin: Audrey Hepburn für Ein Herz und eine Krone
- Beste ausländische Darstellerin: Leslie Caron für Lili

### New York Film Critics Circle Award
- Bester Film: Die Faust im Nacken von Elia Kazan
- Beste Regie: Elia Kazan für Die Faust im Nacken
- Bester Hauptdarsteller: Marlon Brando in Die Faust im Nacken
- Beste Hauptdarstellerin: Grace Kelly in Ein Mädchen vom Lande, Bei Anruf Mord und Das Fenster zum Hof
- Bester ausländischer Film: Das Höllentor von Teinosuke Kinugasa

### National Board of Review
- Bester Film: Die Faust im Nacken von Elia Kazan
- Beste Regie: Renato Castellani für Romeo und Julia
- Bester Hauptdarsteller: Bing Crosby in Ein Mädchen vom Lande
- Beste Hauptdarstellerin: Grace Kelly in Bei Anruf Mord, Das Fenster zum Hof und Ein Mädchen vom Lande
- Bester Nebendarsteller: John Williams in Bei Anruf Mord und Sabrina
- Beste Nebendarstellerin: Nina Foch in Die Intriganten
- Bester fremdsprachiger Film: Romeo und Julia von Renato Castellani

### Weitere Filmpreise und Auszeichnungen
- Bodil: Die Verführten von Lau Lauritzen
- Deutscher Kritikerpreis: Ilse Steppat
- Directors Guild of America Award: Fred Zinnemann für Verdammt in alle Ewigkeit, John Ford (Lebenswerk)
- Louis-Delluc-Preis: Die Teuflischen von Henri-Georges Clouzot
- Photoplay Award: Die wunderbare Macht von Douglas Sirk (Bester Film), William Holden (populärster männlicher Star), June Allyson (populärster weiblicher Star)
- Writers Guild of America Award: Lili (Bestes Musical), Verdammt in alle Ewigkeit (Bestes Drama), Ein Herz und eine Krone (Beste Komödie), Dudley Nichols (Lebenswerk)

## Geburtstage

### Januar bis März
Januar

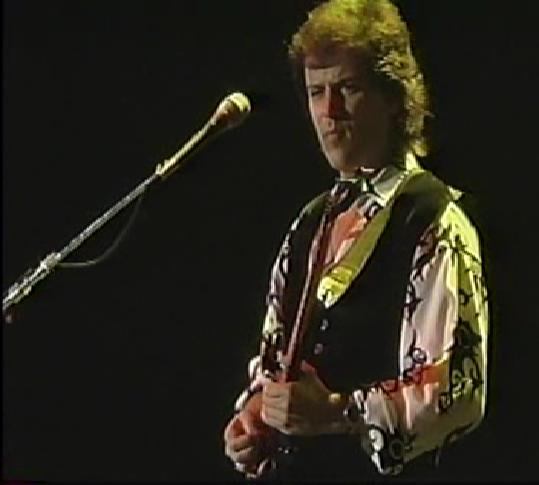
Trevor Rabin (* 13. Januar)

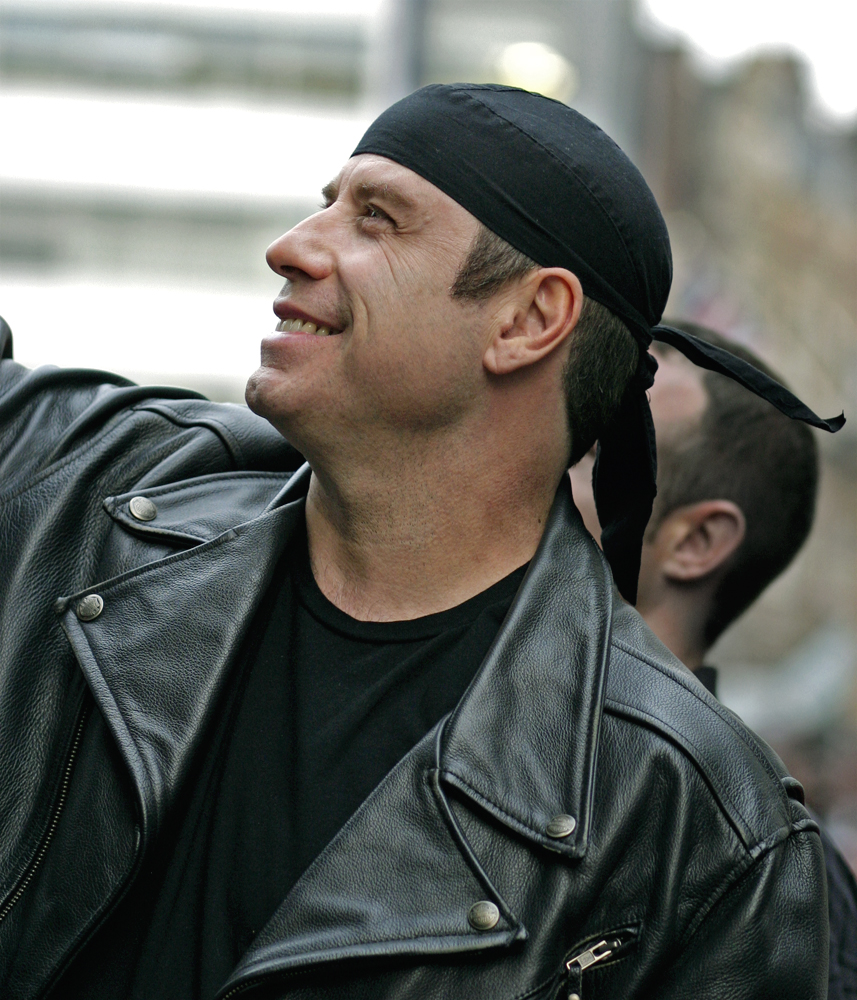
John Travolta (* 18. Februar)

- 01. Januar: Richard Edson, US-amerikanischer Schauspieler
- 06. Januar: Anthony Minghella, britischer Regisseur († 2008)
- 13. Januar: Trevor Rabin, südafrikanischer Rockmusiker und Komponist
- 16. Januar: Robin Davies, britischer Schauspieler
- 19. Januar: Katey Sagal, US-amerikanische Schauspielerin
- 19. Januar: Katharina Thalbach, deutsche Schauspielerin
- 24. Januar: Irene Miracle, US-amerikanische Schauspielerin
- 29. Januar: Terry Kinney, US-amerikanischer Schauspieler

Februar
- 11. Februar: Wesley Strick, US-amerikanischer Drehbuchautor
- 15. Februar: Evelyn Engleder, österreichische Schauspielerin
- 16. Februar: Margaux Hemingway, US-amerikanische Schauspielerin († 1996)
- 17. Februar: Don Coscarelli, US-amerikanischer Regisseur, Drehbuchautor und Produzent
- 17. Februar: Rene Russo, US-amerikanische Schauspielerin
- 18. Februar: John Travolta, US-amerikanischer Schauspieler
- 21. Februar: Christopher Mayer, US-amerikanischer Schauspieler († 2011)

März
- 01. März: Catherine Bach, US-amerikanische Schauspielerin
- 01. März: Ron Howard, US-amerikanischer Regisseur
- 01. März: Karl-Ernst Stangl, österreichischer Kabarettist und Schauspieler
- 04. März: Catherine O’Hara, US-amerikanische Schauspielerin
- 10. März: Luc Dardenne, belgischer Regisseur
- 11. März: David Newman, US-amerikanischer Komponist
- 15. März: Craig Wasson, US-amerikanischer Schauspieler
- 18. März: Dietrich Siegl, österreichischer Schauspieler
- 24. März: Robert Carradine, US-amerikanischer Schauspieler
- 26. März: Jutta Speidel, deutsche Schauspielerin, Autorin, Hörbuch- sowie Hörspielsprecherin und Synchronsprecherin

### April bis Juni
April

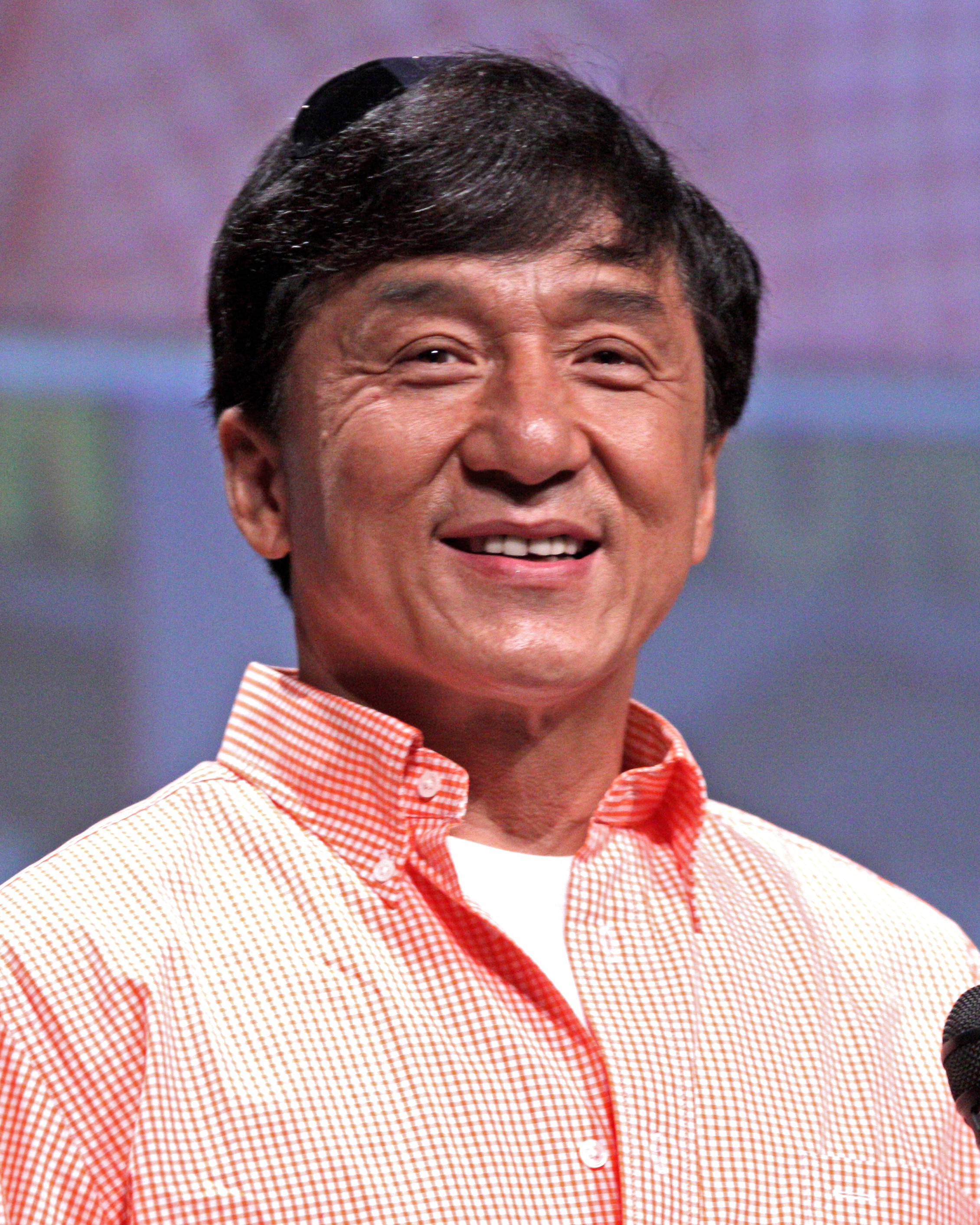
Jackie Chan (* 7. April)

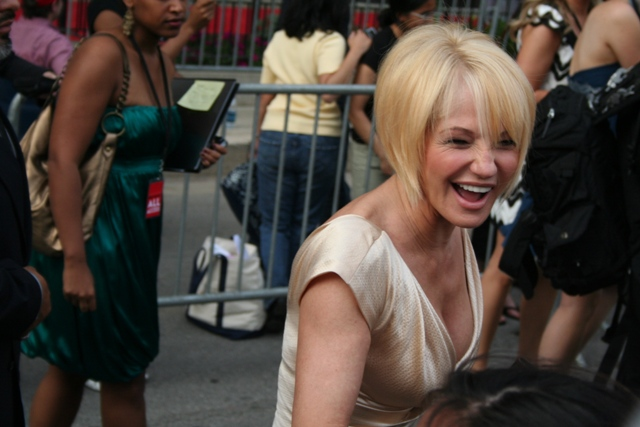
Ellen Barkin (* 16. April)

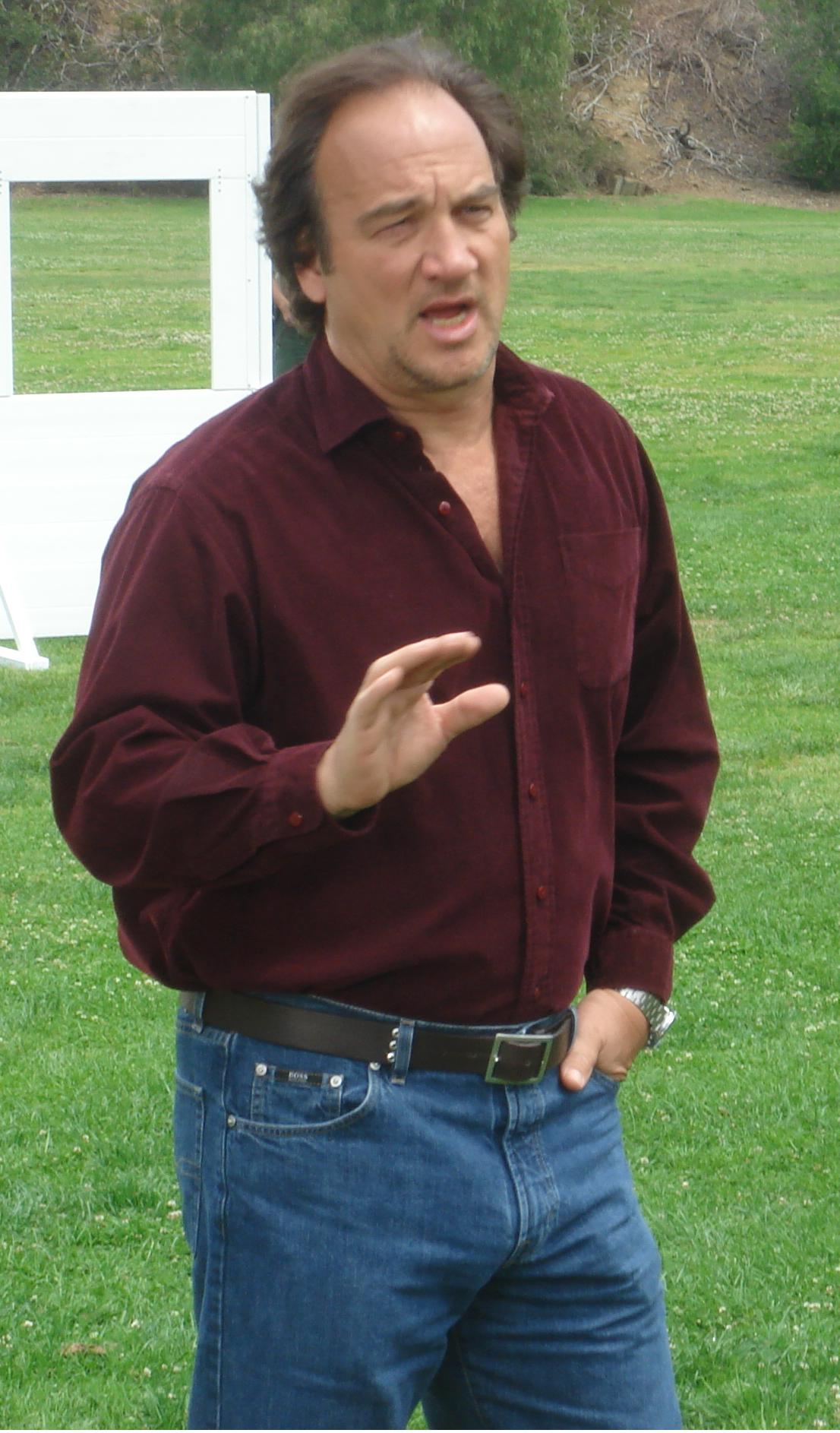
James Belushi (* 15. Juni)

- 01. April: Lee Chang-dong, südkoreanischer Regisseur
- 03. April: Krzysztof Ptak, polnischer Kameramann
- 04. April: Julie Carmen, US-amerikanische Schauspielerin
- 06. April: Judi Bowker, britische Schauspielerin
- 06. April: Monika Treut, deutsche Regisseurin
- 07. April: Jackie Chan, chinesischer Schauspieler
- 09. April: Dennis Quaid, US-amerikanischer Schauspieler
- 10. April: Peter MacNicol, US-amerikanischer Schauspieler
- 13. April: Glen Keane, US-amerikanischer Trickfilmzeichner
- 17. April: Roddy Piper, kanadischer Schauspieler († 2015)
- 16. April: Ellen Barkin, US-amerikanische Schauspielerin
- 22. April: Joseph Bottoms, US-amerikanischer Schauspieler
- 22. April: Jack Mulcahy, US-amerikanischer Schauspieler
- 23. April: Lucinda Jenney, US-amerikanische Schauspielerin
- 23. April: Michael Moore, US-amerikanischer Dokumentarfilmer
- 28. April: John Pankow, US-amerikanischer Schauspieler
- 28. April: Uwe Schrader, deutscher Regisseur und Drehbuchautor
- 30. April: Jane Campion, neuseeländische Regisseurin

Mai
- 02. Mai: Elliot Goldenthal, US-amerikanischer Komponist
- 07. Mai: Amy Heckerling, US-amerikanische Regisseurin und Drehbuchautorin
- 08. Mai: David Keith, US-amerikanischer Schauspieler
- 10. Mai: Michael G. Hagerty, US-amerikanischer Schauspieler
- 10. Mai: Sabine Postel, deutsche Schauspielerin, Hörspiel- und Synchronsprecherin
- 12. Mai: Friðrik Þór Friðriksson, isländischer Regisseur
- 12. Mai: Barry Ackroyd, britischer Kameramann
- 12. Mai: Rafael Yglesias, US-amerikanischer Drehbuchautor
- 13. Mai: Peter Onorati, US-amerikanischer Schauspieler
- 18. Mai: Ekkehardt Belle, deutscher Synchronsprecher, -regisseur und Schauspieler († 2022)
- 18. Mai: Reinhold Heil, deutscher Komponist und Tonmeister
- 22. Mai: Michael Harck, deutscher Schauspieler und Synchronsprecher († 2019)
- 28. Mai: Rebecca Pauly, französische Schauspielerin

Juni
- 02. Juni: Dennis Haysbert, US-amerikanischer Schauspieler
- 06. Juni: Magdalena Łazarkiewicz, polnische Regisseurin
- 14. Juni: Will Patton, US-amerikanischer Schauspieler
- 15. Juni: James Belushi, US-amerikanischer Schauspieler
- 19. Juni: Kathleen Turner, US-amerikanische Schauspielerin
- 20. Juni: Miles O’Keeffe, US-amerikanischer Schauspieler
- 22. Juni: Wolfgang Becker, deutscher Regisseur († 2024)
- 22. Juni: Chris Lemmon, US-amerikanischer Schauspieler
- 26. Juni: Miroslav Nemec, deutscher Schauspieler, Musiker und Autor

### Juli bis September
Juli
- 02. Juli: Wendy Schaal, US-amerikanische Schauspielerin
- 06. Juli: Allyce Beasley, US-amerikanische Schauspielerin
- 11. Juli: Robert Giggenbach, deutscher Theaterregisseur und Schauspieler
- 20. Juli: John Davis, US-amerikanischer Produzent
- 26. Juli: Mareike Carrière, deutsche Schauspielerin († 2014)
- 29. Juli: Jeannetta Arnette, US-amerikanische Schauspielerin
- 31. Juli: Rainer Bock, deutscher Schauspieler

August
- 04. August: Donald Gibb, US-amerikanischer Schauspieler
- 10. August: Rick Overton, US-amerikanischer Schauspieler
- 11. August: Roland Reber, deutscher Regisseur, Autor und Schauspieler († 2022)
- 12. August: Sam J. Jones, US-amerikanischer Schauspieler
- 14. August: Felice Farina, italienischer Schauspieler, Drehbuchautor und Regisseur († 2023)
- 16. August: James Cameron, kanadischer Regisseur und Produzent
- 18. August: Hilmar Eichhorn, deutscher Schauspieler
- 20. August: Theresa Saldana, US-amerikanische Schauspielerin († 2016)
- 20. August: Don Stark, US-amerikanischer Schauspieler
- 22. August: Gert Wilden jr., deutscher Musiker, Filmkomponist und Arrangeur
- 30. August: David Paymer, US-amerikanischer Schauspieler
- 31. August: Julie Brown, US-amerikanische Schauspielerin und Drehbuchautorin

September
- 05. September: Peter Fabers, deutscher Schauspieler und Regisseur († 2025)
- 07. September: Doug Bradley, britischer Schauspieler
- 07. September: Corbin Bernsen, US-amerikanischer Schauspieler
- 07. September: Michael Emerson, US-amerikanischer Schauspieler
- 09. September: Jeffrey Combs, US-amerikanischer Schauspieler
- 10. September: Clark Johnson, US-amerikanischer Schauspieler, Regisseur und Fernsehproduzent
- 14. September: Michael Patrick King, US-amerikanischer Produzent, Drehbuchautor und Regisseur
- 15. September: Barry Shabaka Henley, US-amerikanischer Schauspieler
- 19. September: David Bamber, britischer Schauspieler

### Oktober bis Dezember
Oktober

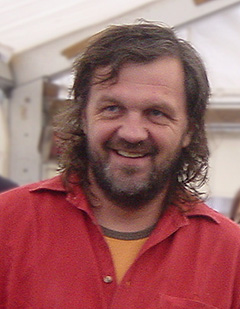
Emir Kusturica (* 24. November)

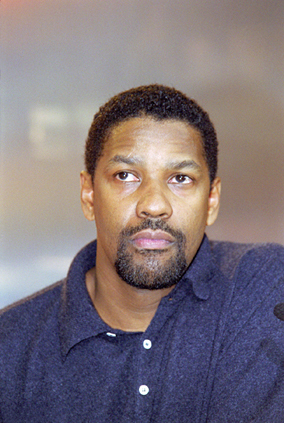
Denzel Washington (* 28. Dezember)

- 01. Oktober: Bingham Ray, US-amerikanischer Regisseur († 2012)
- 02. Oktober: Lorraine Bracco, US-amerikanische Schauspielerin
- 08. Oktober: Michael Dudikoff, US-amerikanischer Schauspieler
- 09. Oktober: Scott Bakula, US-amerikanischer Schauspieler
- 10. Oktober: Rekha, indische Schauspielerin
- 12. Oktober: Fabio Sartor, italienischer Schauspieler († 2024)
- 16. Oktober: Corinna Harfouch, deutsche Schauspielerin
- 23. Oktober: Ang Lee, taiwanesischer Regisseur
- 26. Oktober: James Pickens junior, US-amerikanischer Schauspieler
- 28. Oktober: Kiril Wariski, bulgarischer Schauspieler († 1996)
- 29. Oktober: Scott Jaeck, US-amerikanischer Schauspieler
- 31. Oktober: Ken Wahl, US-amerikanischer Schauspieler

November
- 02. November: Andreas Gruber, österreichischer Regisseur und Drehbuchautor
- 03. November: Kathy Kinney, US-amerikanische Schauspielerin
- 07. November: Gil Junger, US-amerikanischer Regisseur und Produzent
- 08. November: Chuck Cooper, US-amerikanischer Schauspieler
- 13. November: Chris Noth, US-amerikanischer Schauspieler
- 16. November: Licia Maglietta, italienische Schauspielerin
- 19. November: Kathleen Quinlan, US-amerikanische Schauspielerin
- 24. November: Emir Kusturica, bosnischer Regisseur
- 27. November: Patricia McPherson, US-amerikanische Schauspielerin
- 29. November: Joel Coen, US-amerikanischer Regisseur

Dezember
- 02. Dezember: Huub Stapel, niederländischer Schauspieler
- 04. Dezember: Tony Todd, US-amerikanischer Schauspieler († 2024)
- 10. Dezember: Kristine DeBell, US-amerikanische Schauspielerin

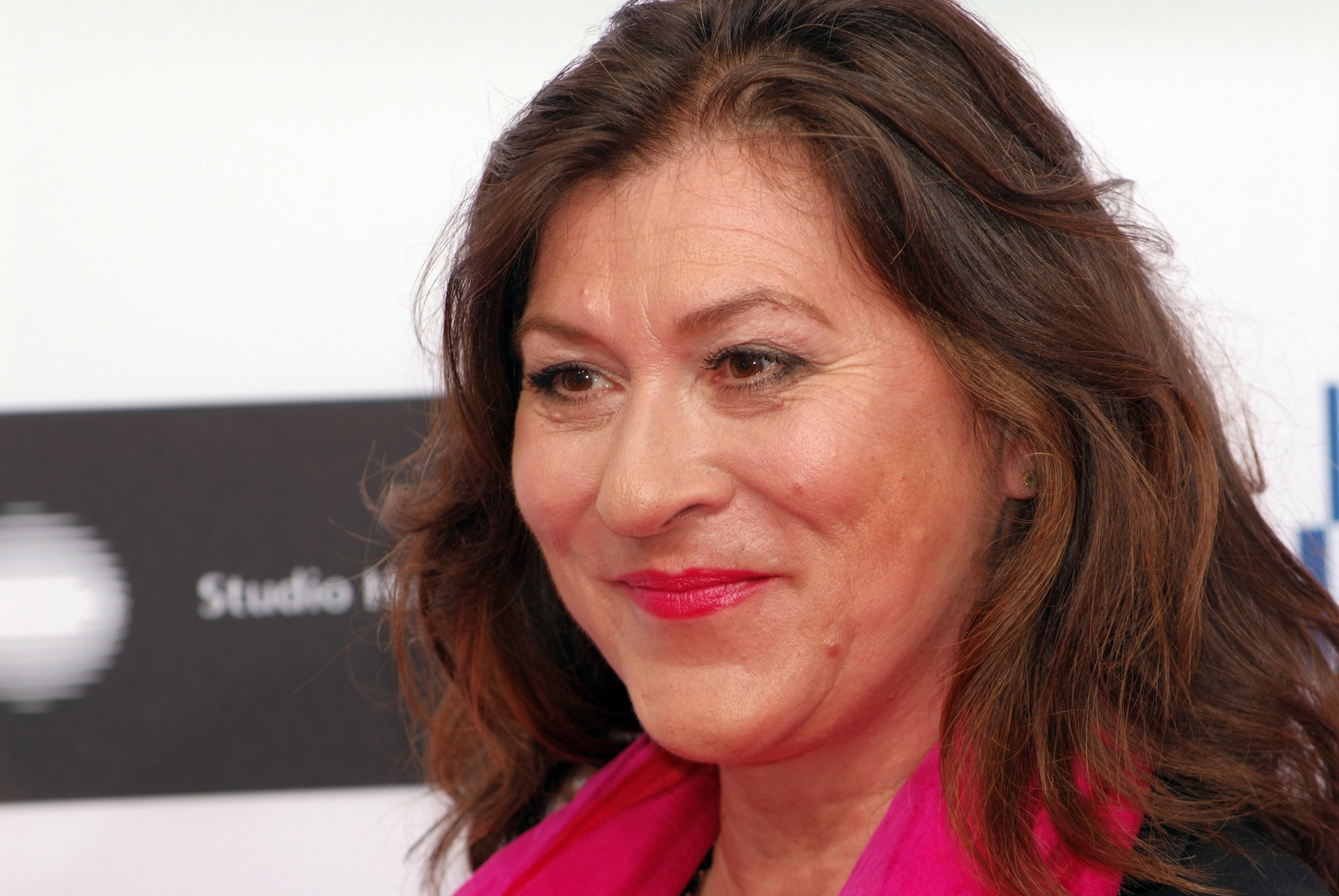
Eva Mattes (* 14. Dezember)

- 14. Dezember: Eva Mattes, deutsche Schauspielerin
- 18. Dezember: Ray Liotta, US-amerikanischer Schauspieler († 2022)
- 24. Dezember: Ulrike Kriener, deutsche Schauspielerin
- 28. Dezember: Denzel Washington, US-amerikanischer Schauspieler

### Tag unbekannt
- Ludwig Boettger, deutscher Schauspieler

## Verstorbene

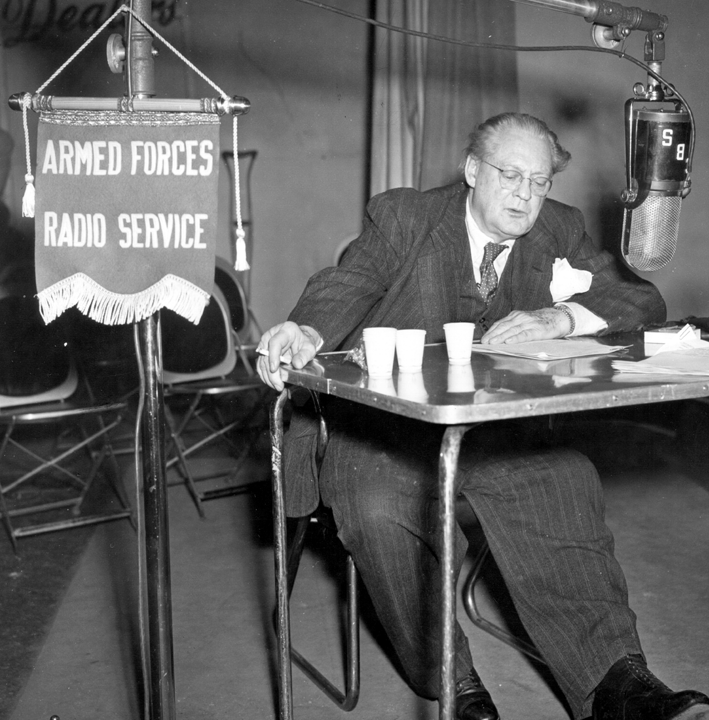
Lionel Barrymore († 15. November)

### Januar bis Juni
- 16. Januar: Baburao Painter, indischer Regisseur (* 1890)
- 18. Januar: Sydney Greenstreet, britischer Schauspieler (* 1879)
- 31. Januar: Florence Bates, US-amerikanische Schauspielerin (* 1888)
- 01. Februar: Siegfried Breuer, österreichischer Theater- und Filmschauspieler (* 1906)

- 12. Februar: Dsiga Wertow, sowjetischer Regisseur (* 1895)

- 08. März: John L. Balderston, US-amerikanischer Drehbuchautor (* 1889)
- 09. März: Josefine Kramer-Glöckner, österreichische Schauspielerin (* 1874)
- 13. März: Otto Gebühr, deutscher Schauspieler (* 1877)
- 24. März: Alberto Colombo, US-amerikanischer Komponist (* 1888)

- 02. April: Frederik Fuglsang, dänischer Kameramann (* 1887)
- 10. April: Auguste Lumière, französischer Filmpionier (* 1862)
- 29. April: Joe May, österreichischer Regisseur (* 1880)

- 01. Mai: Tom Tyler, US-amerikanischer Schauspieler (* 1903)
- 20. Mai: Hans von Wolzogen, deutscher Drehbuchautor, Regisseur und Produzent (* 1888)
- 25. Mai: Hans Janowitz, deutscher Drehbuchautor (* 1890)
- 31. Mai: Guglielmo Barnabò, italienischer Schauspieler (* 1888)

- 27. Juni: Theodor Loos, deutscher Schauspieler (* 1883)

### Juli bis Dezember
- 01. Juli: Thea von Harbou, deutsche Schauspielerin, Drehbuchautorin und Regisseurin (* 1888)
- 06. Juli: Gabriel Pascal, ungarischer Produzent (* 1894)
- 13. Juli: Irving Pichel, US-amerikanischer Schauspieler und Regisseur (* 1891)

- 04. August: Harald Paulsen, deutscher Schauspieler (* 1895)

- 11. September: Reinhold Schünzel, deutscher Regisseur und Schauspieler (* 1888)

- 15. November: Lionel Barrymore, US-amerikanischer Schauspieler (* 1878)
- 22. November: Moroni Olsen, US-amerikanischer Schauspieler (* 1889)
- 22. November: Roy Rene, australischer Schauspieler und Komiker (* 1891)

- 08. Dezember: Gladys George, US-amerikanische Schauspielerin (* 1904)
- 18. Dezember: Maria Eis, österreichische Schauspielerin (* 1896)